# Daubkové

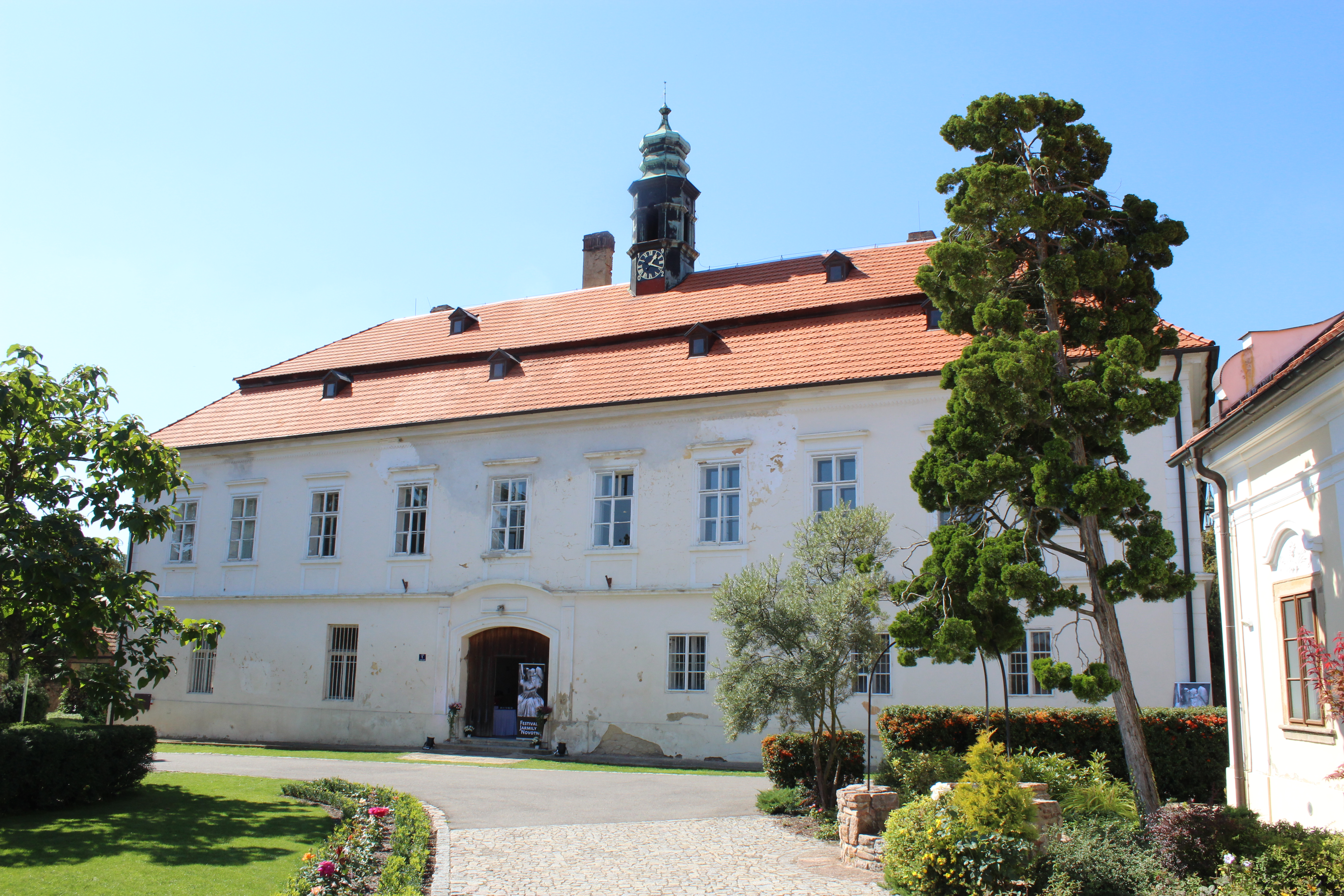
Zámek v Litni

Daubkové nebo také Doubkové byl mezi léty 1887 až 1918 rytířský rod, jehož členové v letech 1850–1950 sídlili na zámku a velkostatku v Litni na Berounsku. Současným představitelem je Jiří (George) Daubek, jehož matka byla česká sopranistka Jarmila Novotná, manželka Jiřího Daubka. Jeho děd Josef František Daubek byl jedním ze sedmi spoluzakladatelů Národního divadla v Praze.

## Představitelé rodu

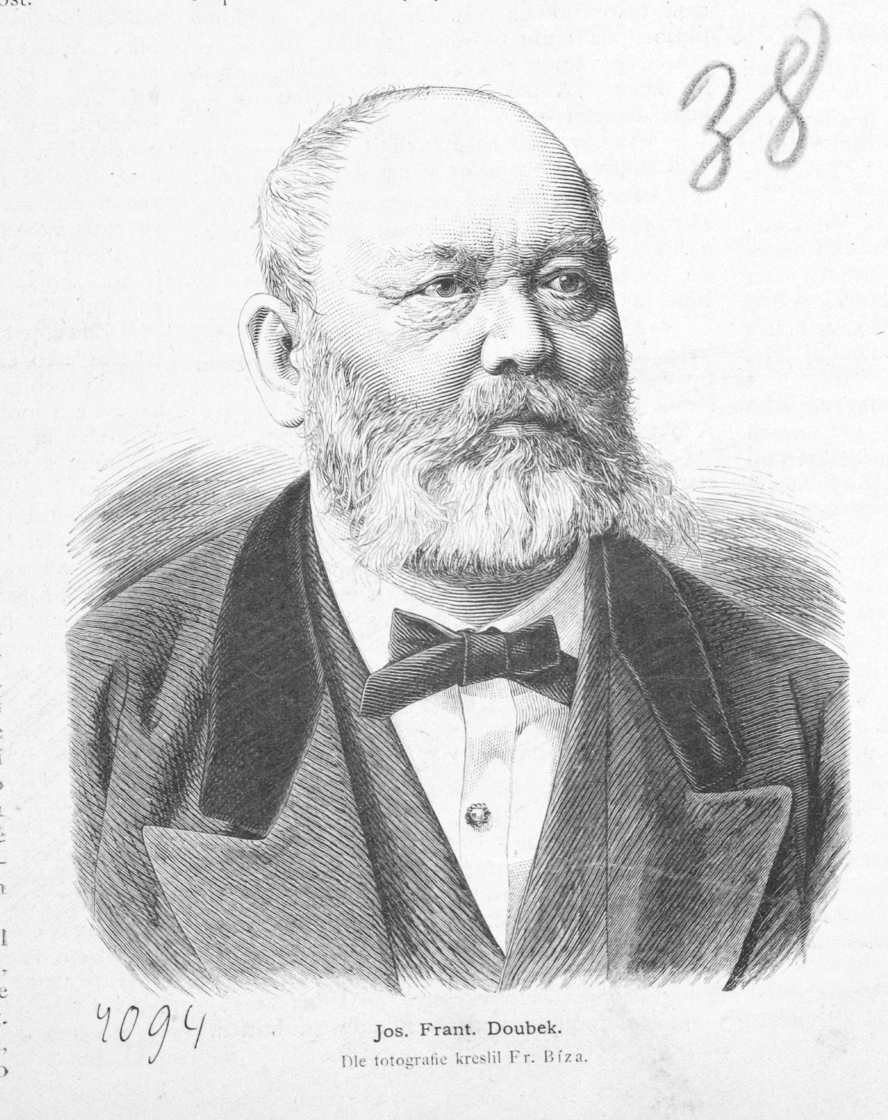
Josef František Daubek

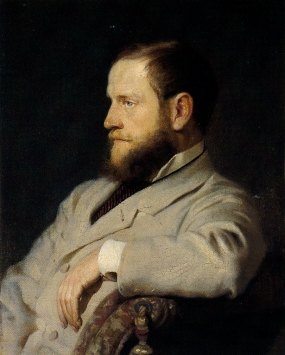
Josef Šebestián Daubek na portrétu Františka Ženíška

Rytířský titul spojený s erbem byl udělen dvěma členům (bratrům) rodu (po 28. říjnu 1918 bylo užívání šlechtických predikátů nepřípustné).
- Eduard Daubek
  - Eduard Daubek mladší
- Josef František Daubek
  - Josef Šebestián Daubek
    - Jiří Antonín Daubek (a manželka Jarmila Novotná Daubková)
      - Jiří (George) Daubek

Od roku 1847 v Litni hospodařil Josef František Daubek (1806–1882), statkář, podnikatel a významný obrozenecký činitel. Liteňské panství (deskový statek) koupil v roce 1850 a rozšířil jeho výrobu o pivovar, sladovnu a lihovar v zámeckém areálu v části nazývané Statek Liteň. Vytvořil tak moderní zemědělský podnik. Josef František Daubek se také zasloužil o rozvoj Litně, například o rozšíření a opravy chátrajícího kostela sv. Petra a Pavla v Litni. Zámek v Litni se již za prvního z Daubků stal místem setkání řady významných osobností. Angažoval se jako jeden z iniciátorů a zakladatelů Národního divadla v Praze. U Josefa Františka Daubka působil jako správce liteňského panství František Jaroslav Čech, otec básníka a spisovatele Svatopluka Čecha.
Po jeho smrti zdědil panství Josef Šebestián Daubek (24. 12. 1842 Polička – 15. 7. 1922 Liteň), statkář, podnikatel, průkopník moderního lihovarnictví. Svými progresívními formami podnikání se řadí do první generace významných českých průmyslníků přelomu 19. a 20. století. Vlastnil velké parní mlýny v Brněnci na Svitavsku. Po převzetí rodinných velkostatků v Litni a Vlencích v roce 1882 se zaměřil na modernizaci liteňského velkostatku a zvláště na rozvoj na zdokonalování lihovarnické výroby. Společně s prof. Karlem Kruisem založil v Litni v prostorách hospodářského dvora zámku první lihovarnickou školu v Čechách i Předlitavsku. S jeho jménem je spojena řada významných změn v Litni. Podporoval výstavbu železniční trati Zadní Třebaň – Liteň – Lochovice a železniční stanice v Litni (1901). Finančně podpořil opravy kostela sv. Petra a Pavla, výstavbu jeho věže (1892), vybavení novými lavicemi a rozšíření varhan (1893). Za zásluhy o potravinářský průmysl se stal členem Národohospodářského ústavu při ČAVU v Praze.
Význam prvních dvou Daubků pro Liteň zhodnotil na základě faktografie liteňský farář Josef Kreisinger ve své práci o historii Litně.

## Vysvětlení změny
Původně se jmenovali Doubkové. Byli to kupci z Poličky, odkud pocházel otec obou bratrů. Jméno Doubek bylo částečným poněmčením změněno na Daubek (odtud pak Daubkové).

## Erb

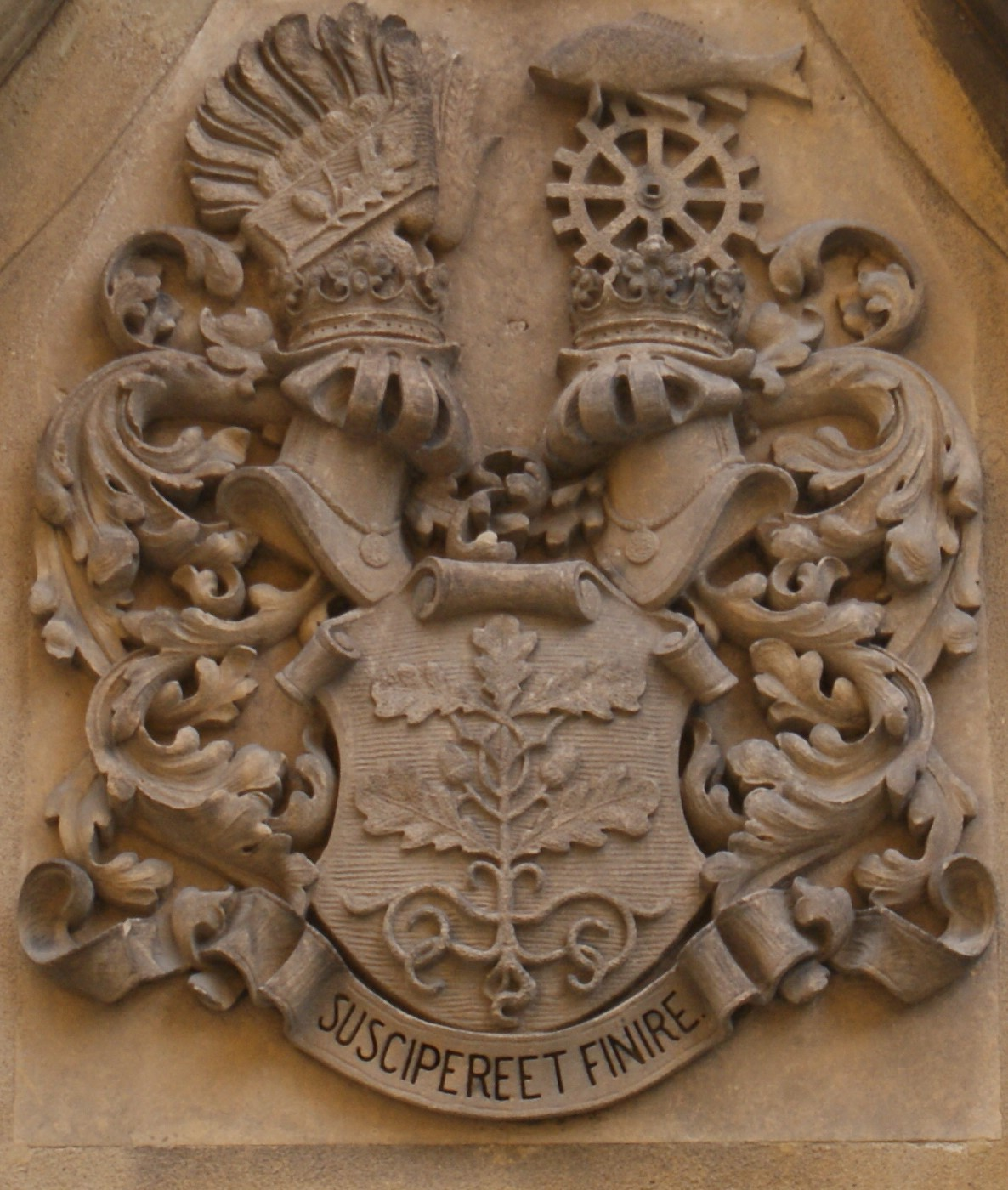
Erb Daubků nad vchodem kostela sv. Petra a Pavla v Litni s heslem Suscipere finire (Omezit závazky)

Daubkové měli v erbu dubovou ratolest s pěti lístky. Podrobně i s rodovým heslem „Susciperet finire“ (omezit závazky) je daubkovský erb vyobrazen nad vchodem do kostela v Litni. Erb Daubků tvoří též výzdobu interiéru pohřební kaple a hrobky, kterou nechal Josef Šebestinán Daubek postavit podle návrhu významného českého architekta Antonína Wiehla (1888) se sochařskou výzdobu od Josefa Václava Myslbeka.

## Majetky

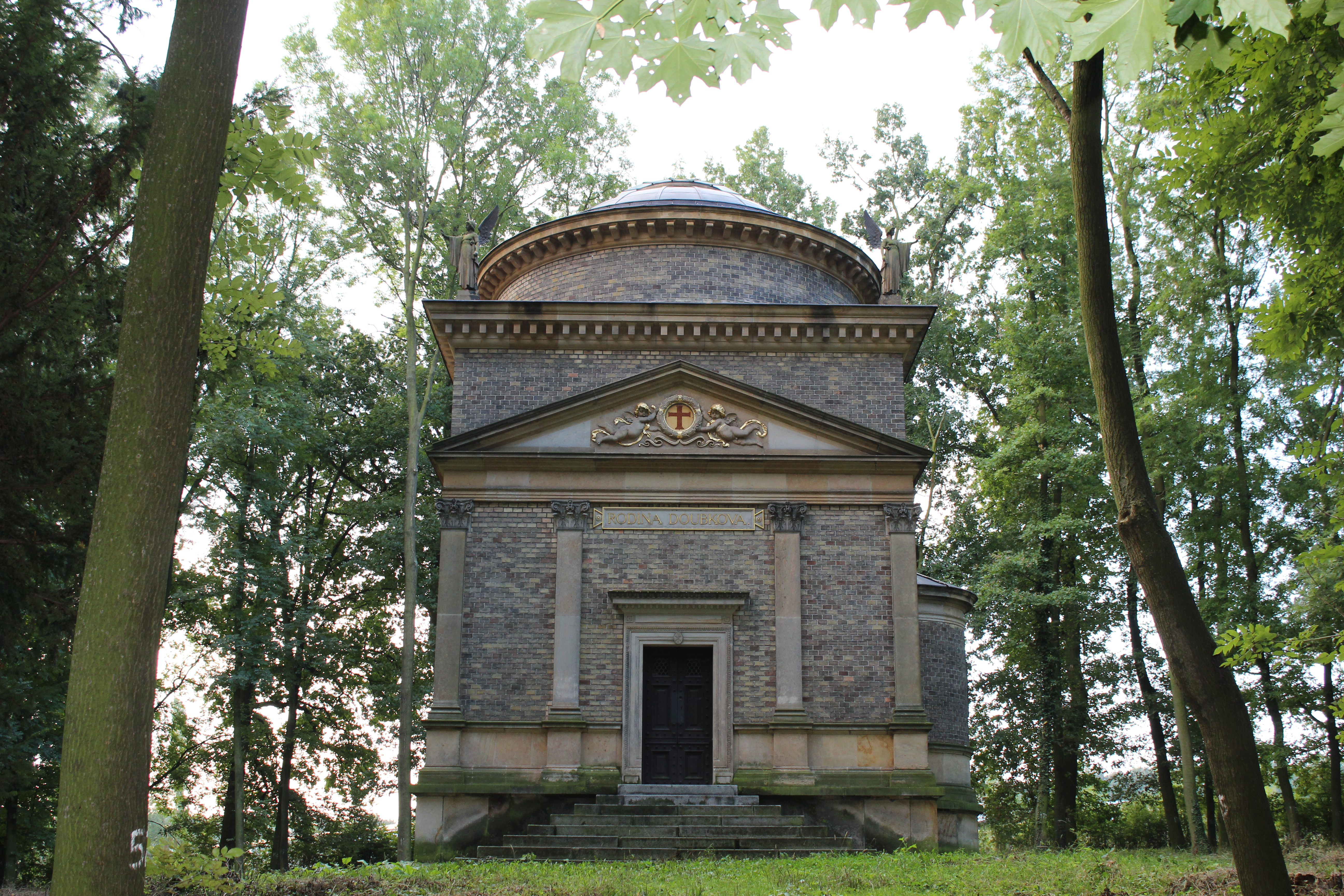
Hrobka rodiny Daubků v Litni

- Daubkovský palác, dnešní palác Platýz v Praze
- Zámek Liteň
- továrna v Brněnci
- polnosti v Poličce
- činžovní dům v pražské Mostecké ulici
- Hrobka rodiny Daubků v Litni
- Vila Santoška